# Nifçi
Nifçi är en ort i Azerbajdzjan.   Den ligger i distriktet Bərdə Rayonu, i den centrala delen av landet, 220 km väster om huvudstaden Baku. Nifçi ligger 14 meter över havet och antalet invånare är 259.
Terrängen runt Nifçi är platt. Närmaste större samhälle är Barda, 14,1 km väster om Nifçi.
Trakten runt Nifçi består till största delen av jordbruksmark. Runt Nifçi är det ganska tätbefolkat, med 129 invånare per kvadratkilometer.